# أديب (مسلسل)
أديب مسلسل مصري مقتبس عن رواية بنفس الاسم لطه حسين، يعد من كلاسكيات الدراما العربية، و هو من بطولة نور الشريف و نورا و صلاح السعدنى و إخراج يحيى العلمي.

## أحداث المسلسل
يحكي المسلسل عن إبراهيم عبد الله و هو شاب عبقري لكنه مصاب بتشوه الخلقة، الأمر الذي يسبب له متاعب و اضطرابات في حياته، فعندما يتقدم لخطبة إحدى قريباته تقدم على الانتحار حيث تفضل الموت على الزواج بشخص دميم مثله.
يتزوج إبراهيم بعد ذلك من حميدة التي ترضى به و تحبه، لكن تأتيه فرصة الحصول على بعثة لدراسة الأدب في باريس من شروطها أن يكون المبعوث غير متزوج، فيطلق زوجته من أجل البعثة، و في العاصمة الفرنسية يتفوق إبراهيم و يظهر نبوغاً واضحاً إلا انه يعيش في معاناة دائمة من عقدة الذنب بين حميدة التي تخلى عنها رغم أنها الفتاة الوحيدة التي ارتبطت به عاطفياً و اجتماعياً على ما به من سوء الخلقة، و بين البعثة التي حصل عليها بالغش و الإدعاء بأنه غير متزوج، ليقضي بقية حياته حائراً في التساؤل الفلسفب محور المسلسل ( أيهما أشد جرماً .. الظلم أم الخداع ؟ ).

## الممثلون
- نور الشريف
- نورا
- صلاح السعدني
- أمينة رزق
- إلهام شاهين
- عبد الهادي أنور
- حسان اليماني
- محمد شوقي
- فوزى الشرقاوي
- ممدوح عبد العليم
- فادية عبدالغني
- رشدي المهدي